# Świebodzice
Świebodzice [ɕfʲɛbɔˈʥiʦɛ] (deutsch Freiburg in Schlesien) ist eine Stadt im Powiat Świdnicki der  Woiwodschaft Niederschlesien in Polen.

## Geographische Lage

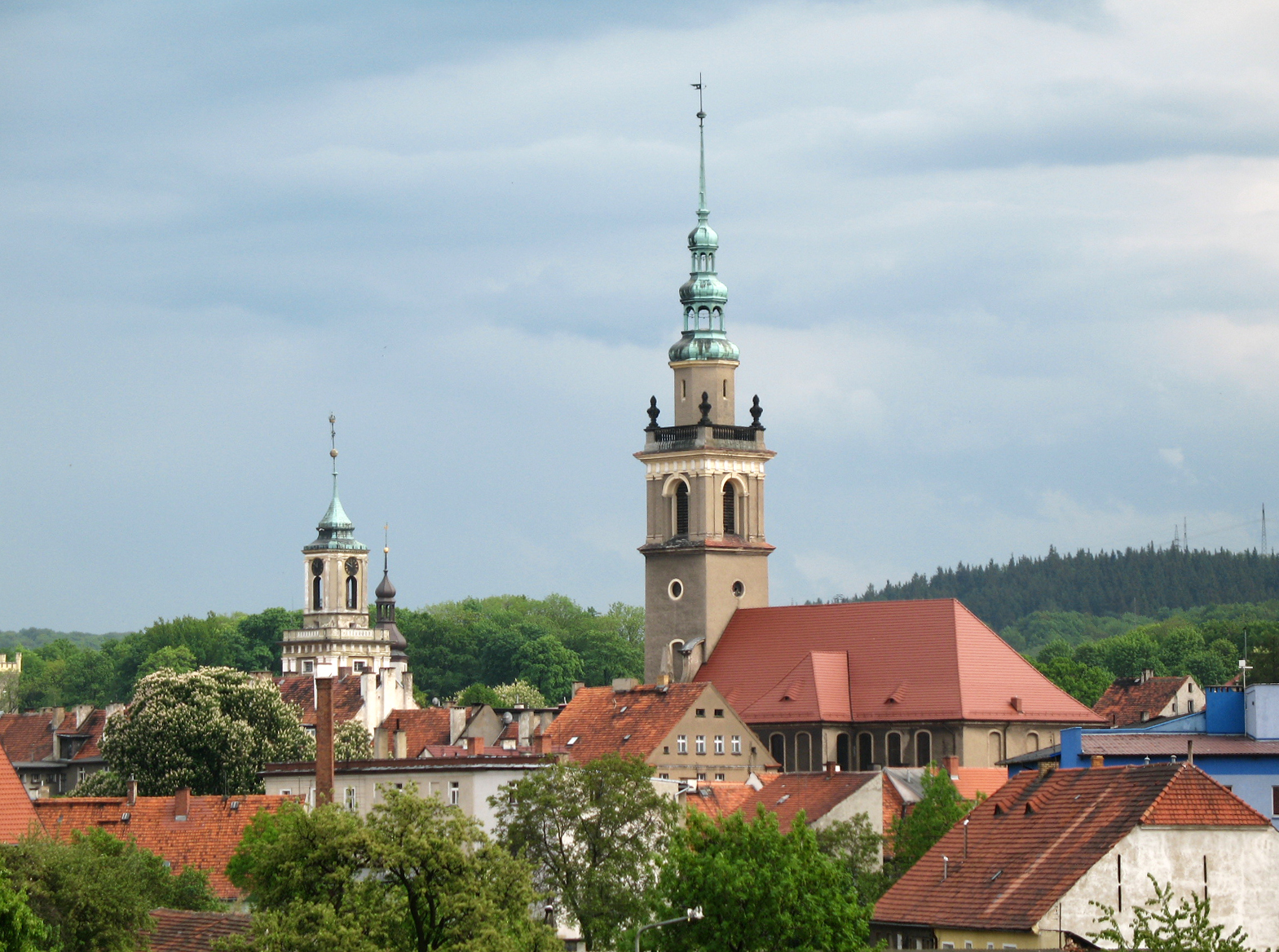
Stadtbild mit den barocken Türmen des Rathauses und der ehemals evangelischen Stadtkirche

Die  Stadt liegt im südwestlichen Niederschlesien an der Polsnitz (Pełcznica),  knapp zehn Kilometer nördlich der Großstadt Wałbrzych (Waldenburg) und etwa 60 Kilometer südwestlich der schlesischen Metropole Breslau. 
Südlich der Ortschaft liegt das Schloss Fürstenstein, das größte Schloss Schlesiens.

## Geschichte

### Von der Stadtgründung bis zur frühen Neuzeit

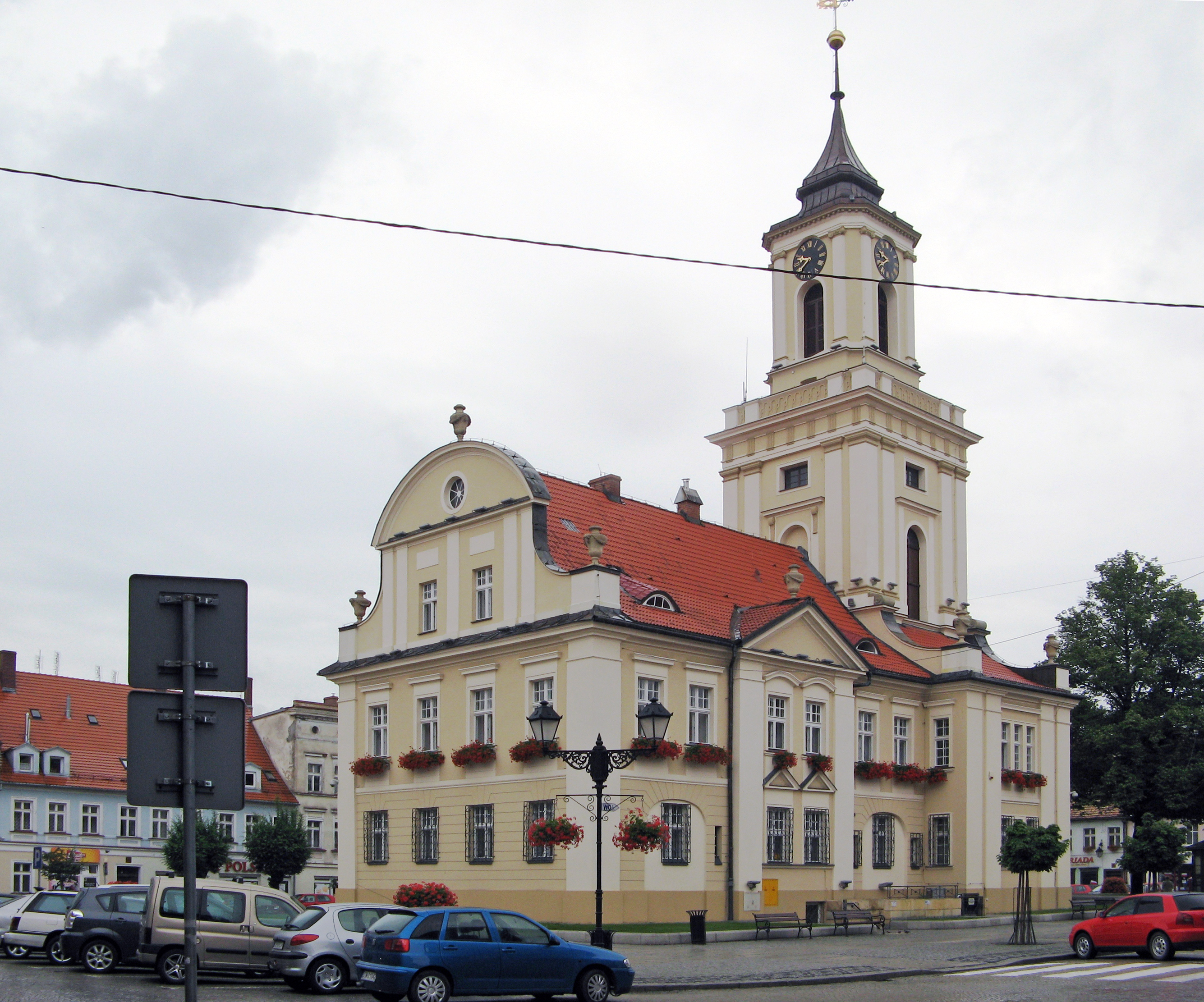
Rathaus, erbaut 1790

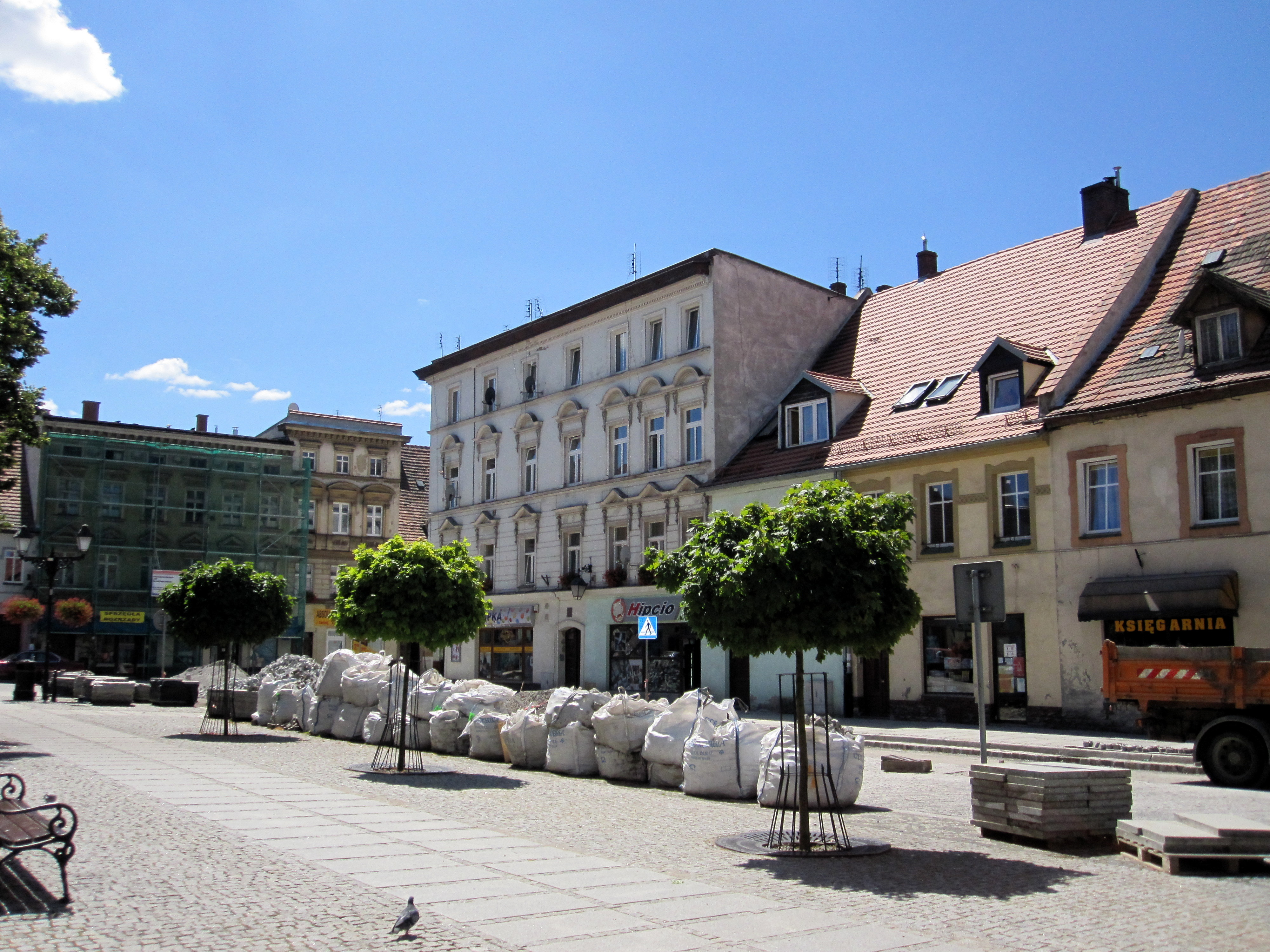
Ring

Das urkundlich erstmals 1242 erwähnte „Vriburg“ wurde vor 1228 vermutlich von Freyburg an der Unstrut aus gegründet. Sein Weichbild, zu dem u. a. die vor 1221 entstandenen Dörfer um Salzbrunn gehörten, war zunächst Schweidnitz unterstellt. 1243 besaß das Freiburger Burglehen Merbot von Czettritz (Czetteras). Für das Jahr 1268 ist eine Filialkirche belegt, die zur Pfarrei Polsnitz gehörte. 
Bis 1274/77 gehörte Freiburg zum Herzogtum Liegnitz und gelangte nach dessen Teilung 1278 an das Herzogtum Jauer. 1279 besaß Freiburg das Magdeburger Recht. Die herzogliche Burg wurde unter Herzog Bolko I., der von 1291 bis 1301 regierte, auf den günstiger gelegenen Fürstenstein verlegt. Er verlieh 1337 Freiburg das Privileg des Bierausschanks sowie das Meilenrecht über die Dörfer Zirlau, Adelsbach, Salzbrunn, Liebichau (Lubiechów), Sybottendorf und Kunzendorf (Mokrzeszów). Nach dem Tod des Herzogs Bolko II. 1364 gelangte Freiburg zusammen mit dem Herzogtum Schweidnitz-Jauer erbrechtlich an den noch minderjährigen böhmischen König Wenzel, der ein Sohn von Bolkos II. verstorbener Nichte Anna von Schweidnitz war. Allerdings stand Bolkos Witwe Agnes von Habsburg bis zu ihrem Tod 1392 ein Nießbrauch über das Herzogtum zu. Anschließend gelangte Freiburg, das eine Ackerbürgerstadt war, an die Burgherrschaft des Fürstensteins, der im Jahre 1400 vom späteren Landeshauptmann Jan von Chotěmice erworben wurde. Er stiftete 1412 der Stadt Freiberg ein Hospital.
Im 15. Jahrhundert wurde Freiburg mit einer Stadtmauer umgeben, in der sich das Schweidnitzer, das Nieder- bzw. Striegauer und das Ober- bzw. Bolkenhainer Tor befanden. Mit einem in Ofen ausgestellten Dokument erteilte der böhmische König Vladislav II. im Jahre 1492 der Stadt Freiburg die Genehmigung zur Abhaltung eines Jahrmarkts. Zusammen mit der Burg und Herrschaft Fürstenstein gelangte Freiburg 1509 an Conrad von Hohberg, der nachfolgend Landeshauptmann des Erbfürstentums Schweidnitz-Jauer wurde. 1510 erteilte König Vladislav II. die Erlaubnis zur Abhaltung eines Wochen- und Roßmarktes. 1528 nahmen die Freiburger das evangelische Glaubensbekenntnis an. Für das Jahr 1599 sind in Freiburg 20 Bäcker, 32 Züchner und 28 Schuhmacher belegt. Im Dreißigjährigen Krieg wurde Freiburg fast vollständig zerstört. 1653 wurde die Pfarrkirche, die seit der Reformation im 15. Jahrhundert als evangelisches Gotteshaus diente, den Katholiken zurückgegeben und die Evangelischen an die Schweidnitzer Friedenskirche verwiesen.

### Schlesischer Krieg und Industrialisierung

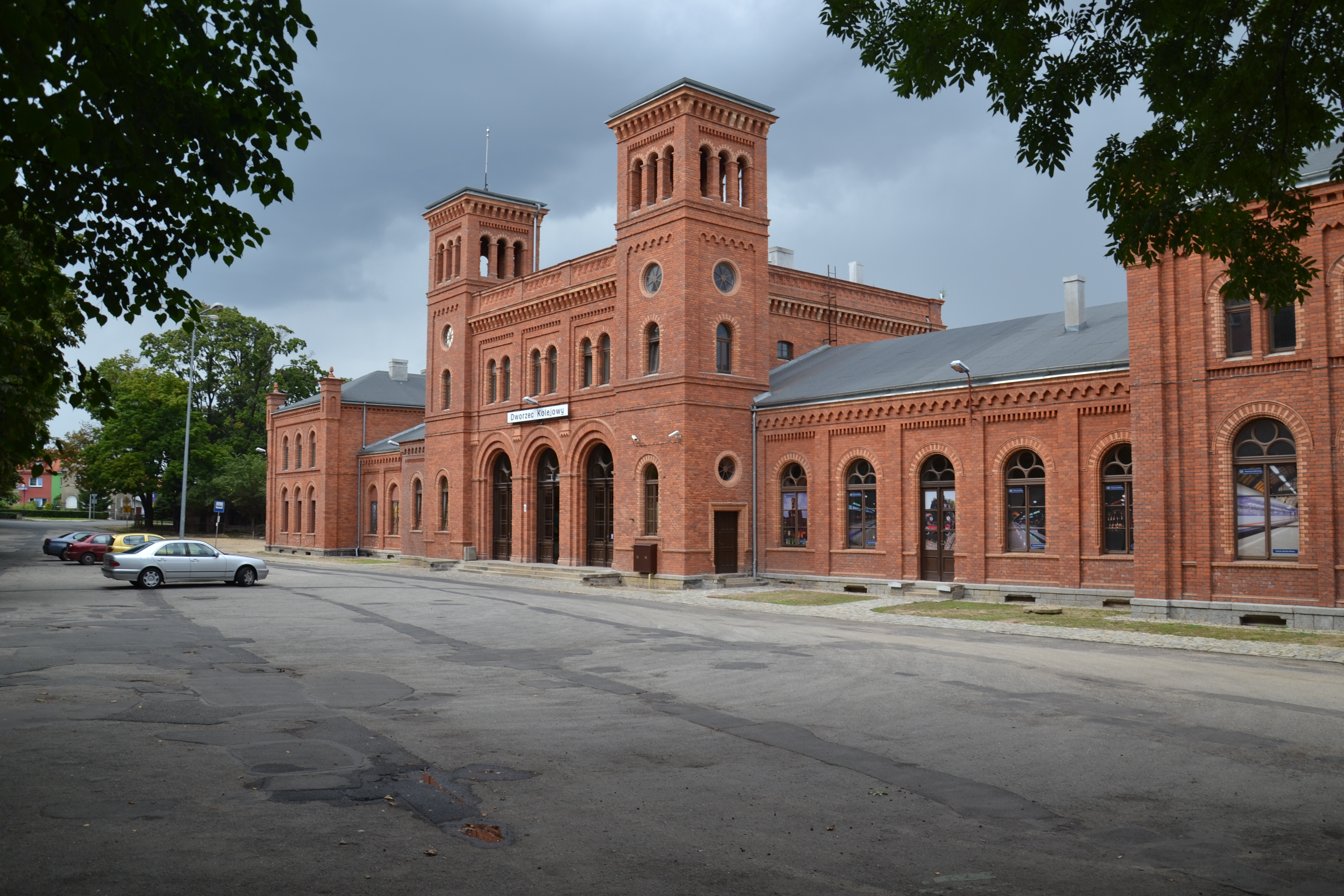
1869 erbautes Empfangsgebäude des Freiburger Bahnhofs

Nach dem Ersten Schlesischen Krieg fiel Freiburg 1742 mit dem größten Teil Schlesiens an Preußen. Schwere Schäden richtete 1781 ein Feuer an, wobei mehr als 300 Häuser, die Pfarrkirche und das Rathaus mit einem wertvollen Archiv zerstört wurden. Auf Befehl des Königs Friedrich II. wurde das Rathaus 1781 wieder aufgebaut. 1776 erhielten die evangelischen Gläubigen eine eigene Kirche. Mit den Preußischen Reformen von 1807/10 wurde Freiburg von der Grundherrschaft gelöst. 1816 wurde es in den Landkreis Schweidnitz eingegliedert, mit dem es bis 1945 verbunden blieb.
Zu einem wirtschaftlichen Aufschwung kam es mit der Inbetriebnahme der Eisenbahnverbindung Breslau–Schweidnitz–Freiburg, die 1844 eröffnet und 1853 bis Waldenburg und Hirschberg verlängert wurde. 1869 wurde das Bahnhofsgebäude erbaut. Bereits 1809 war die Leinwandfabrik Karl Friedrich Kramsta gegründet worden und ab Mitte des 19. Jahrhunderts entwickelte sich die Uhrenfabrikation (Gustav Becker). Von 1860 bis 1890 war Freiburg Garnisonstadt. Bedeutung erlangte auch das Schulwesen: 1873 bestand eine höhere Bürgerschule, ab 1903 eine Oberrealschule und ab 1938 eine Oberschule.

### 20. Jahrhundert
Von etwa 1944 bis 1945 befand sich in Freiburg ein Außenlager des KZ Groß-Rosen.
Im Jahr 1945 gehörte Freiburg zum Landkreis Schweidnitz im Regierungsbezirk Breslau der preußischen Provinz Niederschlesien des Deutschen Reichs.
Nach Ende  des Zweiten Weltkriegs  wurde Freiburg 1945 wie fast ganz Schlesien von der sowjetischen Besatzungsmacht unter polnische Verwaltung gestellt. Freiburg erhielt den polnischen Ortsnamen Świebodzice. Die deutsche Bevölkerung wurde zum größten Teil von der örtlichen polnischen Verwaltungsbehörde vertrieben. Die neu angesiedelten Bewohner kamen zum Teil aus den an die Sowjetunion gefallenen Gebieten östlich der Curzon-Linie.
Von 1975 bis 1998 gehörte Świebodzice zur Woiwodschaft Wałbrzych (Waldenburg).
Am 8. April 2017 starben beim Einsturz eines dreistöckigen Wohnhauses in der Altstadt sechs Menschen. Ursache war aller Wahrscheinlichkeit nach eine Gasexplosion. Rund 140 Helfer von Feuerwehr und Katastrophenschutz waren im Einsatz, die Opfer zu retten und zu bergen.

### Bevölkerungsentwicklung
| Jahr | Einwohner | Anmerkungen                                             |
| ---- | --------- | ------------------------------------------------------- |
| 1875 | 7.821     | [ 4 ]                                                   |
| 1880 | 8.348     | [ 4 ]                                                   |
| 1890 | 8.991     | davon 6.291 Evangelische, 2.539 Katholiken und 73 Juden |
| 1900 | 9.917     | davon 2.827 Katholiken und 48 Juden                     |
| 1933 | 9.137     | [ 4 ]                                                   |
| 1939 | 9.306     | [ 4 ]                                                   |
| 2004 | 23.233    |                                                         |
| 2019 | 22.793    |                                                         |

## Sehenswürdigkeiten

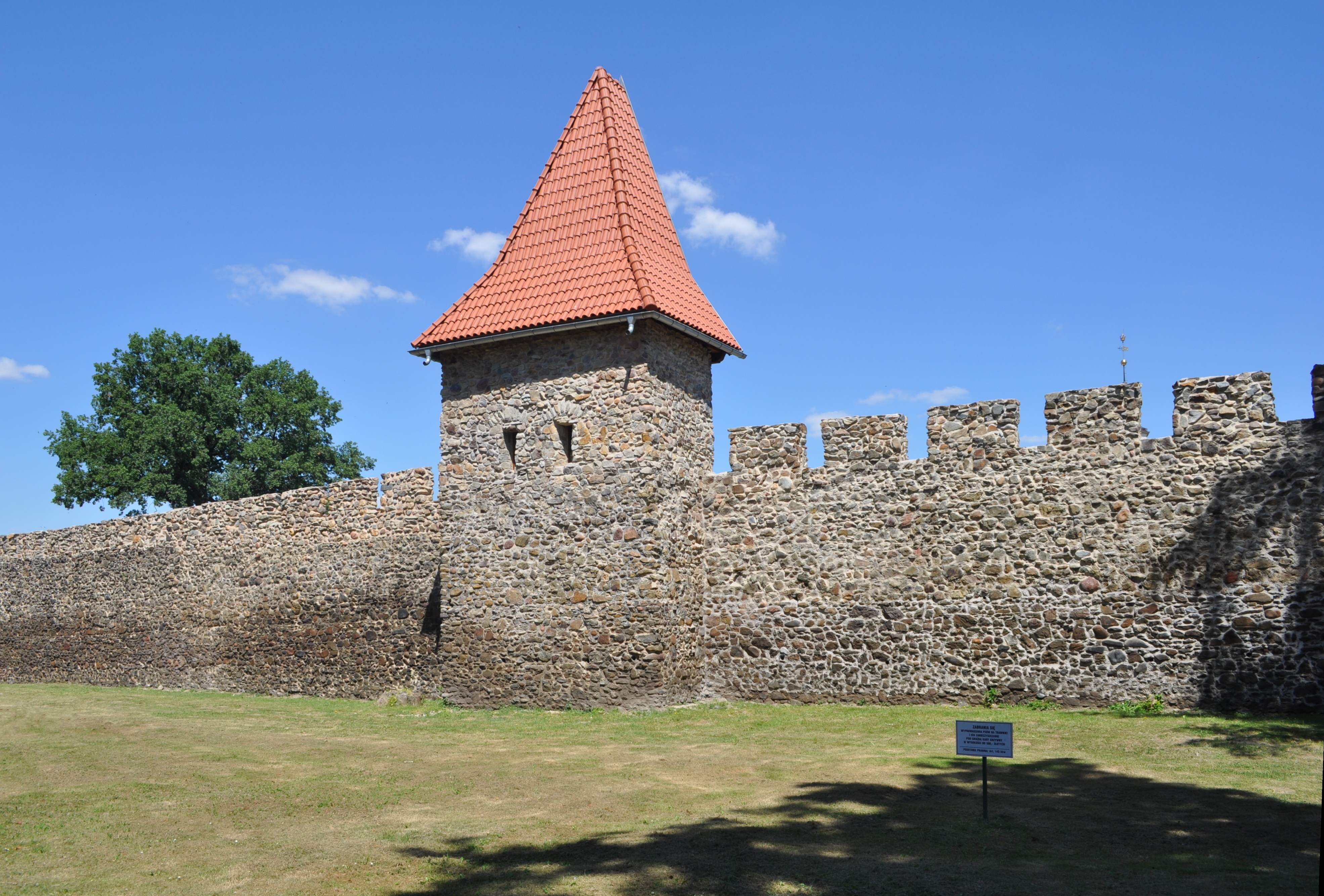
Erhaltene Reste der mittelalterlichen Stadtbefestigung aus dem 15. Jahrhundert

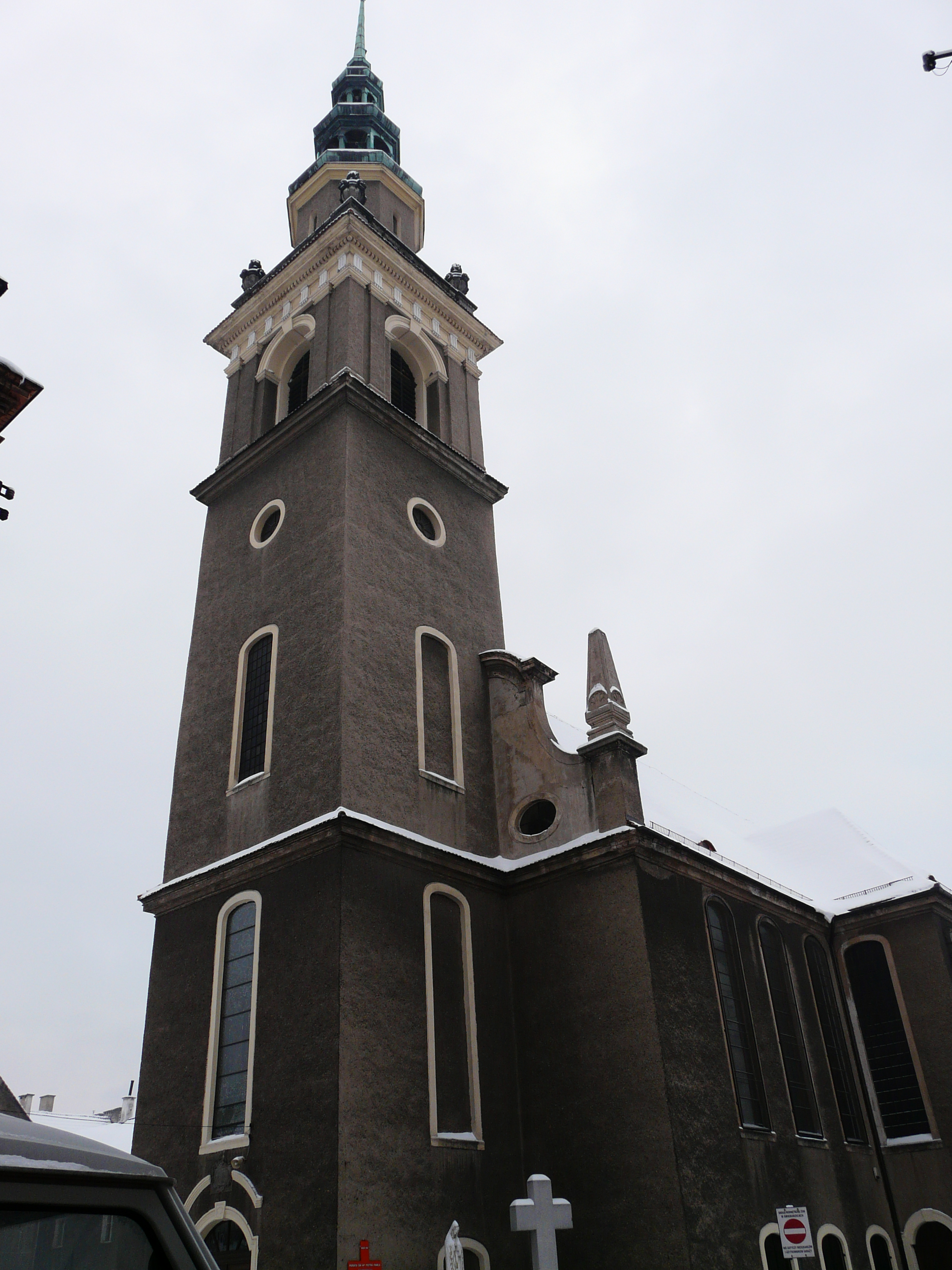
St.-Peter-und-Paul-Kirche

- Die Pfarrkirche St. Nikolaus wurde erstmals 1228 erwähnt und mehrmals erweitert und umgebaut. Nach einem Brand 1774 wurde sie 1811 neu errichtet. Hauptaltar und Kanzel entstanden um 1850, die Seitenaltäre und die Orgel nach 1811. Das Taufbecken stammt aus dem 17. Jahrhundert. Im Süden befindet sich die Kapelle der Familie von Hochberg mit deren Familienwappen über dem Eingang, im Norden die Heilig-Grab-Kapelle.
- Die Kirche St. Peter und Paul wurde um 1780 nach Entwurf des Architekten Christian Friedrich Schultze als evangelisches Gotteshaus errichtet. Heute dient sie als katholische Kirche.
- Das frühklassizistische Rathaus entstand um 1790, ebenfalls nach Entwurf von Christian Friedrich Schultze.
- Reste der nach 1421 errichteten Stadtmauer.
- Südwestlich der Stadt liegt Schloss Fürstenstein (Zamek Książ) bei der etwa 4 km langen Fürstensteiner Grund genannten Schlucht.
- Das Empfangsgebäude des Freiburger Bahnhofs wurde 1869 erbaut. Es wurde 2012 komplett saniert.[6]
- Kirchenruine St. Anna

## Partnerstädte
- Waldbröl (Deutschland) seit 1996
- Marjina Horka (Belarus) seit 2000
- Jilemnice (Tschechien) seit 2001

## Persönlichkeiten

### Söhne und Töchter der Stadt
- Martin Kirschner (1842–1912), Oberbürgermeister von Berlin
- Alfred Zucker (1852–1913), Architekt
- Otto Werner (1854–1923), Gartenarchitekt und Stadtgärtner von Chemnitz
- Hans von Kessel (1867–1945), preußischer Generalmajor
- Emil Krebs (1867–1930), Sinologe und Sprachengenie
- Hans Blüher (1888–1955), Schriftsteller und Philosoph
- Paul Fleischmann (1889–1965), Politiker
- Robert Gärtner (1894–1951), Agrarwissenschaftler
- Günther Reichardt (1909–1979), deutscher Bibliothekar
- Wilhelm Verlohr (1909–1989), Kapitän zur See der Bundesmarine
- Konrad Ullmann (1917–1967), Waffenhistoriker
- Herbert Berger (1919–1992), Bergmann und Schriftsteller
- Johannes Otto (1922–1994), Journalist
- Dieter Eberle (1927–1994), Journalist
- Günter Hepper (1931–2022), Hochschullehrer für Seevölkerrecht/Fischereirecht in Rostock
- Walter Flegel (1934–2011), Schriftsteller
- Hartmut Kilger (* 1943), Präsident des Deutschen Anwaltvereins (2003–2009)
- Anna Zalewska (* 1965), Politikerin
- Eliza Surdyka (* 1977), Skilangläuferin
- Matylda Krzykowski (* 1982), Designerin und Kuratorin
- Paweł Fajdek (* 1989), Leichtathlet

### Mit der Stadt verbunden
- Gustav Eduard Becker (1819–1885), Begründer der Freiburger Uhrenindustrie
- Johann von Mikulicz (1850–1905), Mediziner, beerdigt in Freiburg, in dessen Nähe er seinen Landsitz hatte
- Hugo Nehmiz (1879–1967), Pfarrvikar von Juli bis November 1907 und evangelischer Pfarrer von Dezember desselben Jahres bis Ende Oktober 1910. Pastor Nehmiz war zugleich Ortsschulinspektor.